# ヴァレリー・ボンダル
ヴァレリー・ボンダル（Valeriy Bondar, 1999年2月27日 - ）は、ウクライナ・ハルキウ出身のサッカー選手。FCシャフタール・ドネツク所属。ポジションはディフェンダー。

## 経歴

### クラブ
2007年にFCシャフタール・ドネツクでサッカーを始めた。2013年にチームはウクライナのユースチャンピオンになり、2014年にはU-17チームのキャプテンになった。2018-19シーズンには、U-19チームでプレーした。
2019年3月10日、初めてリーグ戦でトップチームに招集され、5月4日、ウクライナ・プレミアリーグのFCリヴィウ戦にセルゲイ・ボルバトとの交代で途中出場し、トップチームデビューを果たした。
2019-20シーズンは、リーグ戦で多くの試合にベンチ入りした。2019年9月27日、FCヴォルスクラ・ポルタヴァ戦でシーズン初の先発出場し、プロ初ゴールを挙げた。

### 代表
2019年6月15日、U-20ウクライナ代表のキャプテンとしてFIFA U-20ワールドカップで優勝し、世界一に輝いた。
2020年11月11日、ポーランド代表との親善試合にエフィーミー・コノプリャとの交代で出場し、A代表デビューを果たした。

## タイトル

### クラブ
FCシャフタール・ドネツク
- ウクライナ・プレミアリーグ : 2018-19
- ウクライナ・カップ : 2018-19

### 代表
U-20ウクライナ代表
- FIFA U-20ワールドカップ : 2019[8]